# Malpica de Tajo
Malpica de Tajo es un municipio y localidad española de la provincia de Toledo, en la comunidad autónoma de Castilla-La Mancha. El término municipal tiene una población de 1678 habitantes (INE 2024).

## Toponimia
El término "Malpica" podría derivarse del adverbio latino MALE y el participio pasado femenino PICTAM, del verbo PINGO, 'pintar', con lo que vendría a significar 'mal pintada' o 'mal adornada'. También es posible que sea una mezcla de la raíz prerromana *mal, 'roca', y el participio latino, viniendo a significar 'roca pintada'. Esta explicación está basada en la aparición en un documento de 1240 como Malpicta. Otros expertos, estudiando una toponimia similar, señalan la posibilidad de que proceda del adjetivo latino MALVS, 'malo', y el verbo picar. A este respecto Cruz Herrera  a modo de anécdota, recoge el dicho "Donde Malpica pica, nadie pica", a lo que suelen responder "Si Malpica tan bien pica, ¿por qué se llama Malpica?".
El complemento se debe por encontrarse a orillas del río Tajo.
Otra interpretación es que el nombre de Malpica proviene de una planta llamada exactamente así "malpica", nombre ya en desuso pero muy frecuente hasta el siglo XVII. En diccionarios de esa época se definía así: 
MALPICA: Lepidio, planta de la familia de las crucíferas sinápeas, parecida al “mastuerzo”. Tiene hojas de sabor muy picante que suelen emplearse contra el escorbuto y el mal de piedra. 
Teniendo en cuenta que existen otros pueblos y lugares también llamados "Malpica", lo que sugiere un nombre referido a algún elemento ambiental, esta versión más sencilla y directa parece también la más probable.
Cabe proponer una interpretación diferente, que permite poner en relación este topónimo con otros similares repartidos por la geografía española. Malpica de Tajo tenía, en el tiempo de las Relaciones de Felipe II, una parada de molinos de cuatro ruedas en el Tajo, que rendían anualmente 900 fanegas de trigo. Malpica de Arba, en Zaragoza, y Malpica do Tejo, en Portugal, reúnen circunstancias similares. Puede citarse asimismo el molino de viento de Malpique, en Évora; la aceña de Malpique en el partido de Alba de Tormes; el cerro Malpique en Albufeira aludirá a otro molino de viento; un paraje de Malpica, en Piña de Esgueva; en el término había un molino harinero (sobre el río Esgueva), según Madoz. Un molino de Malpica en la sierra de Sevilla pertenecerá a esta misma familia. En todos estos topónimos se advierte un denominador común, la referencia a molinos. Si se confirma esta hipótesis, Malpica y Malpique pertenecen a la categoría folktoponímica, resultante de la petrificación toponímica de una fórmula narrativa, jocosa o satírica perteneciente a la cultura oral. Se trataría pues de una alusión maliciosa a la mala calidad de la molienda: el molino que pica mal el grano es el molino de Malpica. Puede entenderse también como apodo del molinero mediante sintagma inalterable adverbio+verbo. De hecho, se constata el sobrenombre Malpica en Oviedo, 1360: Fernan Iohan del Rosal dicho Malpica. Es preferible, por lo tanto, cifrar en esta fórmula vernácula y popular los topns. Malpica, desechando para la mayoría de ellos la derivación desde un prelatino *mal ‘roca’, término para el que solo se constatan aplicaciones verosímiles en el Pirineo. En efecto, es altamente improblable la concatenación de dos raíces prerromanas oronímicas (*mal y *pikk-) en tan numerosos lugares, siendo éstos por añadidura a veces insignificantes.

## Geografía

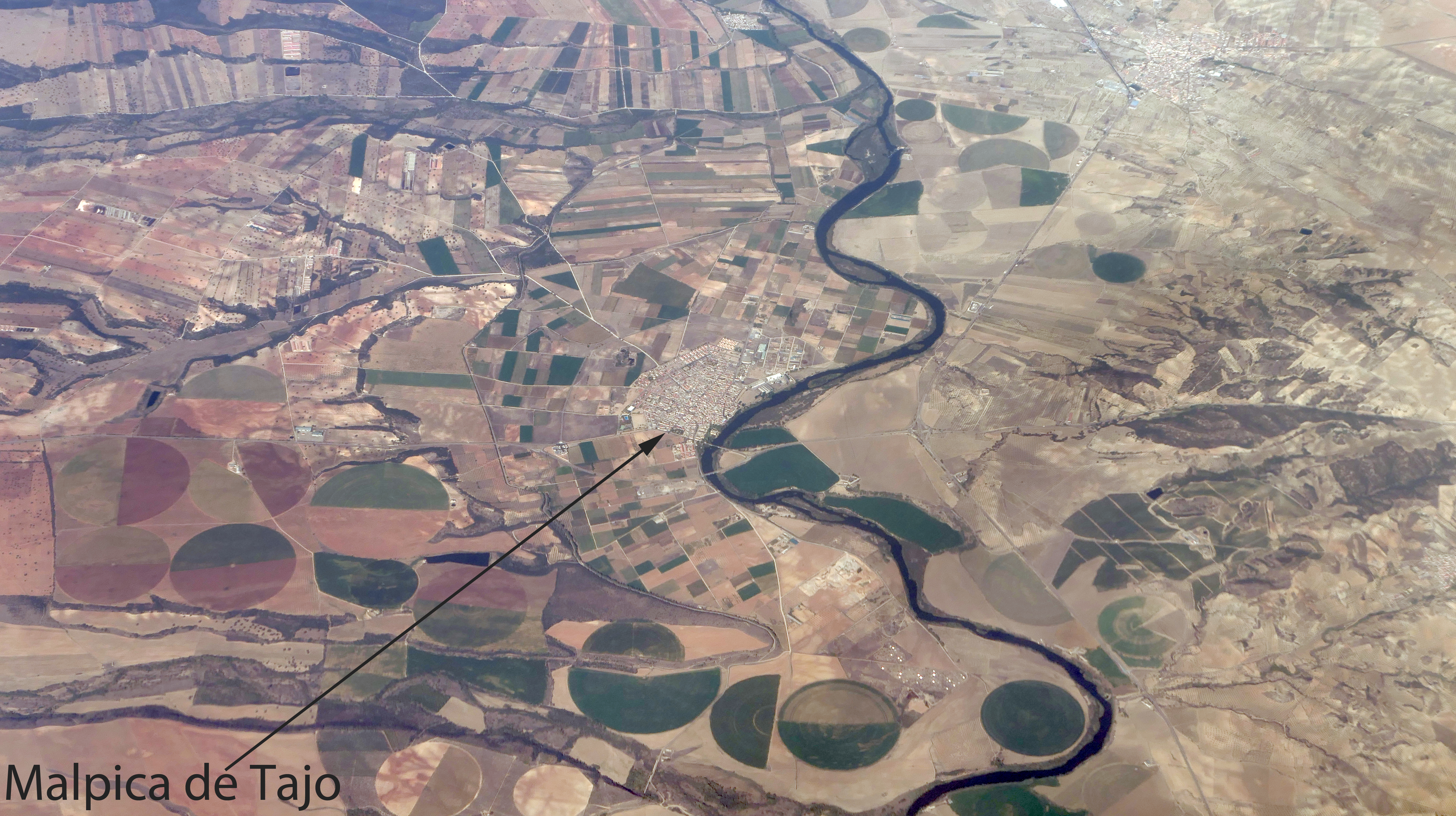
Vista aérea del municipio en septiembre.

El municipio se encuentra situado «en una llanura á la izquierda del Tajo» cerca de Talavera de la Reina. Pertenece a la comarca de Torrijos y linda con los términos municipales de Cebolla y Mesegar de Tajo al norte, El Carpio de Tajo al este y sur, San Martín de Pusa al sur, La Pueblanueva al oeste,  y Bernuy al oeste, todos de Toledo.
Su clima es continental, suavizado por el entorno. En el término predominan el monte bajo y los cultivos. Además del Tajo, es recorrido por el río Pusa y el arroyo Cedena, afluentes del primero.

## Clima
De acuerdo a los datos de la tabla a continuación y a los criterios de la clasificación climática de Köppen modificada Malpica de Tajo tiene un clima de tipo Csa (templado con verano seco y caluroso).
| Parámetros climáticos promedio de Malpica de Tajo en el periodo 1962-1980 | Parámetros climáticos promedio de Malpica de Tajo en el periodo 1962-1980 | Parámetros climáticos promedio de Malpica de Tajo en el periodo 1962-1980 | Parámetros climáticos promedio de Malpica de Tajo en el periodo 1962-1980 | Parámetros climáticos promedio de Malpica de Tajo en el periodo 1962-1980 | Parámetros climáticos promedio de Malpica de Tajo en el periodo 1962-1980 | Parámetros climáticos promedio de Malpica de Tajo en el periodo 1962-1980 | Parámetros climáticos promedio de Malpica de Tajo en el periodo 1962-1980 | Parámetros climáticos promedio de Malpica de Tajo en el periodo 1962-1980 | Parámetros climáticos promedio de Malpica de Tajo en el periodo 1962-1980 | Parámetros climáticos promedio de Malpica de Tajo en el periodo 1962-1980 | Parámetros climáticos promedio de Malpica de Tajo en el periodo 1962-1980 | Parámetros climáticos promedio de Malpica de Tajo en el periodo 1962-1980 | Parámetros climáticos promedio de Malpica de Tajo en el periodo 1962-1980 |
| Mes | Ene.                                                                      | Feb.                                                                      | Mar.                                                                      | Abr.                                                                      | May.                                                                      | Jun.                                                                      | Jul.                                                                      | Ago.                                                                      | Sep.                                                                      | Oct.                                                                      | Nov.                                                                      | Dic.                                                                      | Anual                                                                     |
| --- | ------------------------------------------------------------------------- | ------------------------------------------------------------------------- | ------------------------------------------------------------------------- | ------------------------------------------------------------------------- | ------------------------------------------------------------------------- | ------------------------------------------------------------------------- | ------------------------------------------------------------------------- | ------------------------------------------------------------------------- | ------------------------------------------------------------------------- | ------------------------------------------------------------------------- | ------------------------------------------------------------------------- | ------------------------------------------------------------------------- | ------------------------------------------------------------------------- |
| Temp. media (°C) | 6.6                                                                       | 8.6                                                                       | 11.1                                                                      | 14.3                                                                      | 18.0                                                                      | 23.3                                                                      | 27.4                                                                      | 26.1                                                                      | 21.8                                                                      | 16.6                                                                      | 10.5                                                                      | 6.7                                                                       | 15.9                                                                      |
| Precipitación total (mm) | 54.9                                                                      | 66.5                                                                      | 43.7                                                                      | 40.9                                                                      | 37.1                                                                      | 27.0                                                                      | 18.2                                                                      | 8.3                                                                       | 35.8                                                                      | 44.7                                                                      | 50.4                                                                      | 49.6                                                                      | 477.1                                                                     |
| Fuente: Ministerio de Agricultura, Alimentación y Medio Ambiente. Datos de precipitación para el periodo 1962-1980 y de temperatura para el periodo 1967-1980 en Malpica de Tajo |                                                                           |                                                                           |                                                                           |                                                                           |                                                                           |                                                                           |                                                                           |                                                                           |                                                                           |                                                                           |                                                                           |                                                                           |                                                                           |

## Historia
Aunque se desconoce su origen, se sabe de su existencia en los tiempos romanos. Además de su aparición en el documento de 1240 mencionado, aparece en otros como en el de confirmación de la donación de Pedro I del Señorío de Valdepusa a Diego Gómez, notario mayor, el 26 de mayo de 1357, donde puede leerse «... denos la justiçia en el señorío de Valdepusa, término de Talauera, que comienza desde el Alcanchal fasta en el río de Tajo, asy como parte con Mal pyca...»
En 1599 se crea el título de marqués de Malpica por orden de Felipe III otorgándoselo a Pedro Barroso de Rivera y Figueroa, siendo Malpica la cabeza de este señorío.
A mediados del siglo XIX tenía 80 casas y el presupuesto municipal ascendía a 6000 reales de los cuales 2000 eran para pagar al secretario.

## Símbolos
Escudo cortado: 1.º, de oro, castillo, de gules, mazonado de sable, y aclarado, de azur,sostenido de ondas de azur y plata; 2.º de oro, tres fajas de sinople. Al timbre, corona real cerrada.
El escudo de Malpica de Tajo fue encargado por el Ayuntamiento en pleno de 22 de julio de 1982 a los heraldistas e historiadores Buenaventura Leblic García y José Luis Ruz Márquez quienes realizaron una síntesis apoyados en la existencia del conocido castillo sobre el río, simbolizado en el primero de los cuarteles, y añadiendo las tres fajas de los Ribera que ejercieron el señorío sobre la villa.  Blasón e informe obtuvieron la aprobación de la Real Academia de la Historia en sesión de 15 de marzo de 1985.

## Demografía
Cuenta con una población de 1678 habitantes (INE 2024).
| Gráfica de evolución demográfica de Malpica de Tajo entre 1842 y 2021 |
| |
| Población de derecho según los censos de población del INE Población de hecho según los censos de población del INEEn estos censos se denominaba Malpica: 1842, 1857, 1860, 1877, 1887, 1897, 1900, 1910, 1920, 1930, 1940, 1950 y 1960 |

## Economía
Situada estratégicamente entre Toledo y Talavera de la Reina, la localidad ha sabido en los últimos años establecer un pequeño pero significativo poder industrial, centralizado principalmente en la agricultura, los piensos y regadíos. También hay que destacar los viñedos regados por el Tajo que dan unos excelentes caldos como el denominado "Señorío de Malpica". También destaca la producción de aceite de oliva que junto con el de otras localidades de la Jara es reconocido como uno de los mejores de España[cita requerida].

## Administración

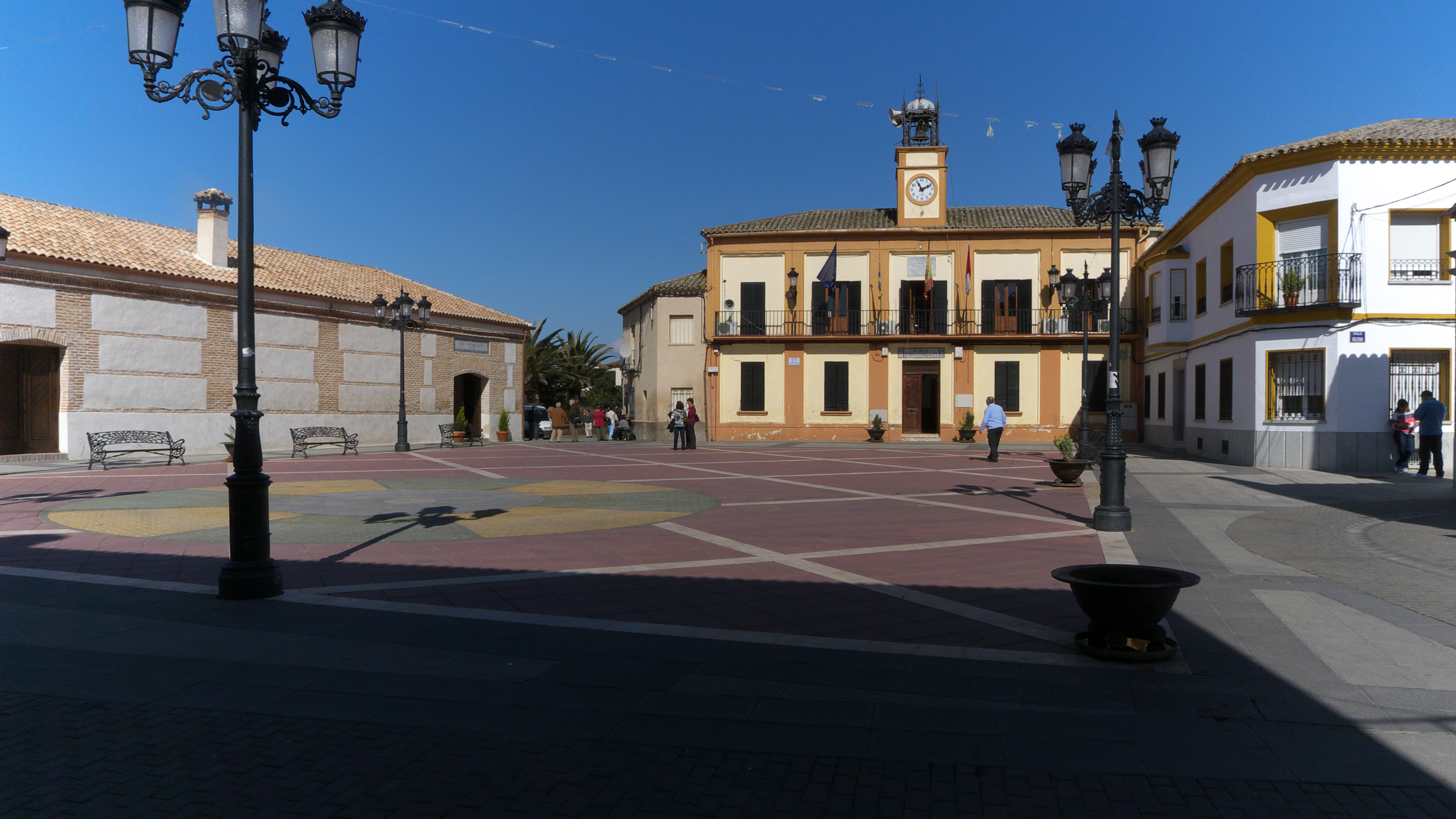
Plaza de la Constitución

| Periodo   | Nombre                                                                   | Partido    |
| --------- | ------------------------------------------------------------------------ | ---------- |
| 1979-1983 | Francisco Camacho Mata (Hasta julio de 1981) Ángel Morales Corral        | PSOE       |
| 1983-1987 | Ángel Morales Corral                                                     | PSOE       |
| 1987-1991 | Ángel Morales Corral                                                     | PSOE       |
| 1991-1995 | Ángel Morales Corral                                                     | PSOE       |
| 1995-1999 | Ángel Morales Corral                                                     | PSOE       |
| 1999-2003 | José Gómez Mata                                                          | PSOE       |
| 2003-2007 | José Gómez Mata                                                          | PSOE       |
| 2007-2011 | José Gómez Mata                                                          | PSOE       |
| 2011-2015 | Jesús Cedena Sánchez-Cabezudo (Hasta junio de 2013) Mario Cruz Fernández | PP PSOE    |
| 2015-2019 | Juan Carlos Flores                                                       | Ciudadanos |
| 2019-2023 | Santiago Huertas Bautista                                                | PSOE       |

## Patrimonio

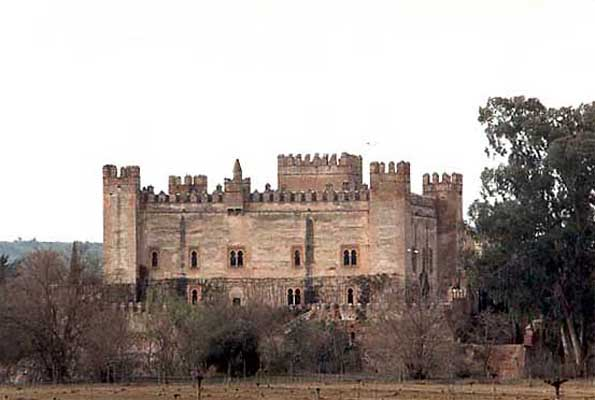
Castillo de Malpica.

- Castillo de Malpica: del siglo XIV.
- Iglesia parroquial de San Pedro Apóstol.
- Ermita de San Sebastián: del siglo XIX.
- Puente sobre el Tajo: construido a finales del siglo XIX, con una parte de hormigón y el vano central de hierro, formando una catenaria invertida unida superiormente por vigas. Se apoya sobre ocho pilastras circulares de hormigón.
- Yacimiento arqueológico de Las Tamujas.
- Fuente de los Tres Chorros, situada a la entrada del pueblo, a la orilla del río Tajo.
- La casa de Ángel el Moro.

## Fiestas
- 20 de enero: San Sebastián.

Empezando dichas fiestas el 19 de enero y finalizando el 22.
- 5 de agosto: Virgen de las Nieves.